# Kaczkowo Nowe
Kaczkowo Nowe (do 31 grudnia 2016 Nowe Kaczkowo) – wieś sołecka w Polsce położona w województwie mazowieckim, w powiecie ostrowskim, w gminie Brok.
W latach 1975–1998 miejscowość administracyjnie należała do województwa ostrołęckiego.
Wierni kościoła rzymskokatolickiego należą do parafii św. Andrzeja Apostoła w Broku.

## Zabytki
- Karawaka, czyli krzyż morowy pochodzący z okresu II wojny światowej, związany z epidemią tyfusu[9].